# 生田輝
生田 輝（いくた てる、1991年4月30日 - ）は、日本の女優、声優。大阪府出身。クィーンズアベニュー所属。桐朋学園芸術短期大学演劇科卒業。

## 略歴
2015年、本広克行演出の舞台『転校生』にてオーディションで1474名の中から21名に選ばれる。
2018年、TBSアニメ『少女☆歌劇レヴュースタァライト』石動双葉役で声優デビュー。
2022年、『クレヨンしんちゃん』に出演した際は演歌を披露した。その後、野原しんのすけの父方の義理の従兄となる野原樹（小鹿野樹）を演じている。

## 人物
趣味はアニメ、宝塚・舞台観劇、愛犬と遊ぶ事。特技は殺陣、イケメンアドリブ。
資格は普通自動車免許、トランポリン1級。

## 出演
太字はメインキャラクター。

### 映画
- あかぎれ（2015年、東京国際L&G映画祭上映作品） - 主演・サツキ[5]

### テレビドラマ
- コウノドリ（2015年10月16日、TBS）[5]
- 99.9-刑事専門弁護士-（2016年4月24日、TBS）
- ナイトヒーロー NAOTO（2016年6月10日、テレビ東京）
- 真昼の悪魔（2017年3月25日、東海テレビ）
- 個人差あります（2022年9月10日、東海テレビ）-葵　役

### 舞台・ミュージカル
- 転校生（2015年8月22日 - 9月6日、Zeppブルーシアター六本木）
- 戦国絵巻からす瓜～都の桜～（2016年9月21日 - 25日、萬劇場） - 花芽式部 役
- 少女☆歌劇 レヴュースタァライト -The LIVE- #1（2017年9月22日 - 24日、AiiA 2.5 Theater Tokyo） - 石動双葉 役
  - -The LIVE-#1 revival（2018年1月6日 - 8日、AiiA 2.5 Theater Tokyo）
  - -The LIVE-#2 Transition（2018年10月13日 - 21日、天王洲 銀河劇場）
  - -The LIVE-#2 revival（2019年7月12日 - 15日、舞浜アンフィシアター）
  - -The LIVE ONLINE-（2020年7月12日、オンライン配信）
  - -The LIVE 青嵐- BLUE GLITTER（2020年12月22日・24日、天王洲銀河劇場） - 日替わりゲスト[6]
  - -The LIVE-#3 Growth（2021年7月27日 - 8月1日、品川プリンスホテル ステラボール）
  - -Re LIVE- Reading Theatre 第2弾「追奏～Session of Reminiscence～」（2022年12月3日・4日 、飛行船シアター）
  - -The LIVE-#4 Climax（2023年2月25日 - 28日、東京建物 Brillia HALL）
  - -The STAGE 中等部- Rebellion（2023年6月7日 - 12日、飛行船シアター）[7]
  - -Re LIVE- Reading Theatre 第四弾「遙かなるエルドラド」神戸公演（2024年6月8日 - 9日、神戸朝日ホール）
  - -The MUSICAL- 別れの戦記（2024年11月9日 - 15日、品川プリンスホテル ステラボール）
  - 舞台朗読劇「遙かなるエルドラド・序章」（2024年12月21日、東京建物 Brillia HALL）
- ケンジ先生（2017年10月26日 - 11月5日、テアトルBONBON） - ソラコ 役
- Otona Project 第十四弾 演劇ユニット【爆走おとな小学生】第五回課外授業『ゴリラ～GORILLA～』（2018年4月18日 - 22日、キンケロ・シアター）
- Otona Project 第十五弾 演劇ユニット【爆走おとな小学生】 第四回特別授業『こっちにおいで、ジョセフィーヌ』 ◇team Soleil（2018年5月23日 - 27日、新宿村LIVE）
- 眼球綺譚/再生（2018年11月16日 - 27日、新宿眼科画廊） - わたし 役
- BASARA 外伝〜KATANA 虹の話-銀杏-（2019年1月25日 - 28日、紀伊國屋ホール） - 更紗 役
- Otona Project 第二十二弾 演劇ユニット【爆走おとな小学生】第八回全校集会『舞台版「魔法少女（？）マジカルジャシリカ」☆第壱磁マジカル大戦☆』（2019年3月13日 - 17日、シアターサンモール） - チャイニージンジャー 役
- 劇団CATMINT#15「所以～ill luck syndrome～」（2019年4月10日 - 14日、赤坂RED / THEATER） - 明日香 役
- 打ち上げ花火が消えた後、カケラみたいに光る星。（2019年9月11日 - 16日、アトリエファンファーレ高円寺）
- Cutie Honey Emotional（2020年2月6日 - 9日、サンシャイン劇場） - 早見蒼 役
  - キューティーハニー The Live 秋の文化祭!!!（2020年9月30日 - 10月4日、シアター1010）
  - キューティーハニー CLIMAX（2021年6月17日 - 6月20日、シアター1010）
- Stage Project ILLUMINUS「酔狂落語」（2020年11月3日 - 21日、武蔵野芸能劇場　小劇場）
- Stage Project ILLUMINUS「女王輪舞」（2021年1月27日 - 31日、新馬場・六行会ホール） - ジャック 役[8]
- 舞台「プロジェクト東京ドールズ THE GARDEN ／ SKY TOWER」（2021年2月20日 - 28日、シアター1010） - デウス 役
- 舞台「御手洗さん」（2021年9月29日 - 10月3日、俳優座劇場） - 御手洗アイ子 役
- Stage Project ILLUMINUS「女王演義」（2021年10月23日 - 31日、新馬場・六行会ホール） - 徐福 役
- 幽幻道士 キョンシーズ THE STAGE（2021年12月8日 - 12日、新宿村LIVE） - チビクロ 役
- Stage Project ILLUMINUS「麗和落語」（2021年12月18日 - 19日、新馬場・六行会ホール）
- 舞台「行先不明」（2022年3月4日・5日、御園座 / 3月12日 - 21日、サンシャイン劇場） - 桐本怜 役[9][10]
- 舞台「トレーディングライフ」（2022年5月13日 - 22日、シアターアルファ東京）
- 舞台「Zip＆Candy」（2022年6月9日 - 14日、かめありリリオホール）-主演　Zip 役
- 舞台「左ききのエレン  〜エレンの帰還編〈EREN IS BACK〉」（2022年6月29日 -7月 3日、東京品川 六行会ホール）- 加藤さゆり 役
- ミュージカル「Shuffle！〜まぜこぜ図書館『若草三銃士物語』〜」（2022年11月11日 -11月20日、天王洲銀河劇場）- ジョー 役
- 舞台「女王幻想花劇」（2023年3月22日 - 26日、六行会ホール）-主演　ジャック 役
- 舞台 アメツチプロジェクト RE:FLAG vol.1 『sacrifice』（2023年6月28日 -7月2日、ザ・ポケット）- 里奈 役
- ミュージカル「NeoDoll」（2023年8月18日 - 27日、シアターサンモール）- リンドウ 役
- 饗宴「slow」（2024年3月6日 - 10日、DisGOONieS）- 宮部薫 役
- ミュージカル「８８」（2024年4月3日 - 7日、新宿シアターブラッツ）- アストロボーイ 役
- 歌絵巻「ヒカルの碁」序の一手（2024年7月5日 - 14日、サンシャイン劇場） - 藤崎あかり 役[11]
- 学芸員 鎌目志万とダ・ヴィンチ・ノート（2025年1月29日 - 2月2日〈予定〉、サンシャイン劇場 / 2月7日 - 9日〈予定〉、COOL JAPAN PARK OSAKA TTホール）[12]- 森永リサ 役
- 咲女花劇「結ぶ手、けせらと咲き乱れ、」（2025年2月26日 - 3月2日、六行会ホール） - 主演　花瀬良せら役
- 舞台「誰ソ彼ホテル」（2025年4月24日 - 5月4日、飛行船シアター） - 塚原音子 役[13]
- オムニバスコント「TOKYO NIGHT CRAB」（2025年7月17日 - 21日、銀座博品館劇場）

### テレビアニメ
- 少女☆歌劇 レヴュースタァライト（2018年、石動双葉[14]）
- クレヨンしんちゃん（2022年 - 2025年[15]、八木尾好美、野原樹〈小鹿野樹〉）
- 江戸前エルフ（2023年、小日向向日葵[16]）
- ドラえもん（テレビ朝日版第2期）（2023年、チョコレイツ①）
- KICKS AND PUNK (2024年、ニケ、ラビリー)
- 名探偵コナン（2025年、店員[17]）

### 劇場アニメ
- 少女☆歌劇 レヴュースタァライトシリーズ（2020年 - 2021年、石動双葉[18]） - 2作品

### Webアニメ
- 少女☆寸劇 オールスタァライト（2019年、石動双葉[19]）
- アイドルマスター シンデレラガールズ劇場 Extra Stage（2020年、ナターリア）

### ゲーム
2018年
- 少女☆歌劇 レヴュースタァライト -Re LIVE-（2018年 - 2024年、石動双葉）

2019年
- 刀使ノ巫女 刻みし一閃の燈火（石動双葉）
- 魔法少女（？）マジカルジャシリカ（チャイニージンジャー）
- ブラウンダスト（イェラ）
- アイドルマスター シンデレラガールズ（2019年 - 2023年、ナターリア） - 3作品

2023年
- リバース:1999（ケントゥリオン）

2024年
- クイズRPG 魔法使いと黒猫のウィズ（ロンロン・ショウリュウ）
- 少女☆歌劇 レヴュースタァライト 舞台奏像劇 遙かなるエルドラド（石動双葉）
- 逆転オセロニア（サシャーラ）
- 東方LostWord（アリス・マーガトロイド、十六夜咲夜）

2025年
- 神之塔：NEW WORLD（桃園）

### ラジオ
※はインターネット配信。
- 生田輝のてるch（2019年 - 、JFN PARK※）
- U-nite！「生田輝のてるch」（2019年 - 2021年、TOKYO FM：不定期出演[注 1]）

### ラジオドラマ
- 私の愛した花の名は。（2019年）

### 朗読劇
- 朗読劇『永久保貴一の極めて怖い話～朗読劇舞台～』（2022年7月16日-7月18日、浅草花劇場)
- 朗読劇『吸血鬼ドラキュラ～Eternal Love～』（2022年8月18日、TOKYO FMホール） - ミナ 役[26]
- ⾳楽×朗読「コンビニエンスマン BB〜ぼくら⽇和〜」（2022年9月22日-10月2日、アトリエファンファーレ東池袋)
- 朗読劇『名もなき士』（2022年12月8日-12月11日、参宮橋トランスミッション)
- 朗読劇『絶滅ホスト』（2023年9月26日-10月1日、Mixalive TOKYO Theater Mixa)
- 音楽朗読劇 THE LITTLE MATCH GIRL 〜アンデルセン童話『マッチ売りの少女』より〜（2023年11月25日 - 27日、博品館劇場）[27]
- 朗読劇『星今宵』（2024年3月13日-17日、APOCシアター)
- 「少女☆歌劇 レヴュースタァライト -Re LIVE- Reading Theatre　第四弾　遙かなるエルドラド」（2024年6月8日 - 9日、神戸朝日ホール）- 石動双葉（ミゲル・ノリエガ,キャバレロ卿 役）

### CM
- アキレス「瞬足」TVCM（2023年、コジロ）[28]

### パチンコ・パチスロ
- L少女☆歌劇 レヴュースタァライト -The SLOT-（2025年、石動双葉[29]）
- P少女☆歌劇 レヴュースタァライト ラッキートリガー4500（2025年、石動双葉[30]）

## ディスコグラフィ

### キャラクターソング
| 発売日   | 商品名 | 歌 | 楽曲                                                                                     | 備考                                                                                     |
| 2017年   | 2017年 | 2017年 | 2017年                                                                                   | 2017年                                                                                   |
| -------- | --- | --- | ---------------------------------------------------------------------------------------- | ---------------------------------------------------------------------------------------- |
| 9月20日  | プロローグ -Star Divine-                                                                                              | スタァライト九九組 | 「Star Divine」 「舞台少女心得」 「願いは光になって」                                    | 舞台『少女☆歌劇 レヴュースタァライト -The LIVE- #1』劇中歌                               |
| 9月22日  | プリンシパル -Fancy You-                                                                                              | 天堂真矢（富田麻帆）、西條クロディーヌ（相羽あいな）、石動双葉（生田輝）、花柳香子（伊藤彩沙） | 「GANG☆STAR」                                                                            | 舞台『少女☆歌劇 レヴュースタァライト -The LIVE- #1』劇中歌                               |
| 2018年   | | |                                                                                          |                                                                                          |
| 3月7日   | スタァライトシアター                                                                                                  | スタァライト九九組 | 「スタァライトシアター」                                                                 | 舞台『少女☆歌劇 レヴュースタァライト -The LIVE- #1 revival』劇中歌                       |
| 3月7日   | スタァライトシアター                                                                                                  | スタァライト九九組 | 「Circle of the Revue」 「キラめきのありか」                                             | 舞台『少女☆歌劇 レヴュースタァライト』関連曲                                             |
| 7月18日  | 星のダイアローグ | スタァライト九九組 | 「星のダイアローグ」                                                                     | テレビアニメ『少女☆歌劇 レヴュースタァライト』オープニングテーマ                         |
| 7月18日  | 星のダイアローグ | スタァライト九九組 | 「ディスカバリー！」                                                                     | ゲーム『少女☆歌劇 レヴュースタァライト -Re LIVE-』主題歌                                 |
| 8月1日   | Fly Me to the Star | スタァライト九九組 | 「Fly Me to the Star」                                                                   | テレビアニメ『少女☆歌劇 レヴュースタァライト』エンディングテーマ                         |
| 8月1日   | Fly Me to the Star | スタァライト九九組 | 「よろしく九九組」 「ロマンティッククルージン」                                          | テレビアニメ『少女☆歌劇 レヴュースタァライト』関連曲                                     |
| 8月22日  | 少女☆歌劇 レヴュースタァライト 劇中歌アルバムVol.1 ラ レヴュー ド マチネ                                              | 石動双葉（生田輝）、花柳香子（伊藤彩沙） | 「花咲か唄」                                                                             | テレビアニメ『少女☆歌劇 レヴュースタァライト』挿入歌                                     |
| 8月22日  | 少女☆歌劇 レヴュースタァライト 劇中歌アルバムVol.1 ラ レヴュー ド マチネ                                              | 石動双葉（生田輝）、花柳香子（伊藤彩沙） | 「Fly Me to the Star #6」                                                                | テレビアニメ『少女☆歌劇 レヴュースタァライト』エンディングテーマ                         |
| 10月10日 | 99 ILLUSION! | スタァライト九九組 | 「99 ILLUSION!」 「Green Dazzling Light」                                                | 舞台『少女☆歌劇 レヴュースタァライト -The LIVE- #2 Transition』テーマソング              |
| 10月17日 | 少女☆歌劇 レヴュースタァライト 劇中歌アルバムVol.2 ラ レヴュー ド ソワレ                                              | 愛城華恋（小山百代）、星見純那（佐藤日向）、露崎まひる（岩田陽葵）、石動双葉（生田輝）、花柳香子（伊藤彩沙）、大場なな（小泉萌香）、西條クロディーヌ（相羽あいな）、天堂真矢（富田麻帆）                                                | 「舞台少女心得 幕間」                                                                    | テレビアニメ『少女☆歌劇 レヴュースタァライト』挿入歌                                     |
| 10月17日 | 少女☆歌劇 レヴュースタァライト 劇中歌アルバムVol.2 ラ レヴュー ド ソワレ                                              | 天堂真矢（富田麻帆）、星見純那（佐藤日向）、露崎まひる（岩田陽葵）、大場なな（小泉萌香）、西條クロディーヌ（相羽あいな）、石動双葉（生田輝）、花柳香子（伊藤彩沙）                                                                      | 「Fly Me to the Star #11」                                                               | テレビアニメ『少女☆歌劇 レヴュースタァライト』エンディングテーマ                         |
| 10月24日 | 少女☆歌劇 レヴュースタァライト BD第1巻特典CD                                                                          | スタァライト九九組 | 「My friend 〜Arrie〜」                                                                  | テレビアニメ『少女☆歌劇 レヴュースタァライト』関連曲                                     |
| 12月26日 | 少女☆歌劇 レヴュースタァライト BD第2巻特典CD                                                                          | スタァライト九九組 | 「You are a ghost, I am a ghost 〜劇場のゴースト〜」                                     | テレビアニメ『少女☆歌劇 レヴュースタァライト』関連曲                                     |
| 2019年   | | |                                                                                          |                                                                                          |
| 1月9日   | 約束タワー | スタァライト九九組 | 「約束タワー」 「舞台プレパレイション」                                                  | テレビアニメ『少女☆歌劇 レヴュースタァライト』関連曲                                     |
| 2月27日  | 少女☆歌劇 レヴュースタァライト BD第3巻特典CD                                                                          | スタァライト九九組 | 「恋は太陽 〜CIRCUS!〜」                                                                 | テレビアニメ『少女☆歌劇 レヴュースタァライト』関連曲                                     |
| 4月17日  | 百色リメイン | スタァライト九九組 | 「百色リメイン」 「Bright!Light!」                                                       | 舞台『少女☆歌劇 レヴュースタァライト -The LIVE- #2 Transition』関連曲                    |
| 4月17日  | 百色リメイン 双葉&香子ver.                                                                                            | 石動双葉（生田輝）、花柳香子（伊藤彩沙） | 「百色リメイン」                                                                         | 舞台『少女☆歌劇 レヴュースタァライト -The LIVE- #2 Transition』関連曲                    |
| 8月7日   | Star Diamond | スタァライト九九組 | 「Star Diamond」                                                                         | テレビアニメ『少女☆歌劇 レヴュースタァライト』関連曲                                     |
| 8月7日   | Star Diamond | スタァライト九九組 | 「舞台少女体操」                                                                         | Webアニメ『少女☆寸劇 オールスタァライト』主題歌                                          |
| 10月16日 | 少女☆歌劇 レヴュースタァライト レヴューアルバム ラ・レヴュー・エターナル                                              | 石動双葉（生田輝）、花柳香子（伊藤彩沙）、巴珠緒（楠木ともり）、秋風塁（紡木吏佐） | 「追って追われてシリウス」                                                               | ゲーム『少女☆歌劇 レヴュースタァライト -Re LIVE-』関連曲                                 |
| 2020年   | | |                                                                                          |                                                                                          |
| 1月22日  | THE IDOLM@STER CINDERELLA MASTER 夢をのぞいたら                                                                       | THE IDOLM@STER CINDERELLA GIRLS! | 「夢をのぞいたら」                                                                       | ゲーム『アイドルマスター シンデレラガールズ』関連曲                                      |
| 2月19日  | THE IDOLM@STER CINDERELLA MASTER 3chord for the Dance!                                                                | ナターリア（生田輝）、小早川紗枝（立花理香）、白坂小梅（桜咲千依） | 「Athanasia」                                                                            | ゲーム『アイドルマスター シンデレラガールズ』関連曲                                      |
| 2月19日  | Star Parade | スタァライト九九組 | 「Star Parade」                                                                          | テレビアニメ『少女☆歌劇 レヴュースタァライト』関連曲                                     |
| 2月19日  | Star Parade | 星見純那（佐藤日向）、露崎まひる（岩田陽葵）、大場なな（小泉萌香）、石動双葉（生田輝）、花柳香子（伊藤彩沙） | 「Lessonナweek!!」                                                                       | テレビアニメ『少女☆歌劇 レヴュースタァライト』関連曲                                     |
| 9月9日   | 再生讃美曲 | スタァライト九九組 | 「再生讃美曲」                                                                           | 劇場アニメ『少女☆歌劇 レヴュースタァライト ロンド・ロンド・ロンド』主題歌                |
| 9月9日   | 再生讃美曲 | 石動双葉（生田輝）、花柳香子（伊藤彩沙） | 「宵・花咲か唄」                                                                         | 劇場アニメ『少女☆歌劇 レヴュースタァライト ロンド・ロンド・ロンド』挿入歌                |
| 11月11日 | THE IDOLM@STER CINDERELLA GIRLS LITTLE STARS EXTRA! ダイアモンド・アテンション                                        | 喜多見柚（武田羅梨沙多胡）、難波笑美（伊達朱里紗）、椎名法子（都丸ちよ）、ナターリア（生田輝）、脇山珠美（嘉山未紗） | 「ダイアモンド・アテンション」                                                           | Webアニメ『アイドルマスター シンデレラガールズ劇場 Extra Stage』エンディングテーマ       |
| 12月9日  | BLUE ANTHEM | スタァライト九九組 | 「Re:PLAY」                                                                              | 舞台『少女☆歌劇 レヴュースタァライト -The LIVE 青嵐- BLUE GLITTER』関連曲                |
| 2021年   | | |                                                                                          |                                                                                          |
| 2月24日  | 少女☆歌劇 レヴュースタァライト ロンド・ロンド・ロンド BD特典CD                                                        | スタァライト九九組 | 「素敵なドレス着させてよ」                                                               | 『少女☆歌劇 レヴュースタァライト』関連曲                                                 |
| 3月24日  | 少女☆歌劇 レヴュースタァライト ベストアルバム                                                                         | スタァライト九九組 | 「Polestar」                                                                             | 『少女☆歌劇 レヴュースタァライト』関連曲                                                 |
| 3月24日  | 少女☆歌劇 レヴュースタァライト ベストアルバム 限定盤特典CD                                                            | 石動双葉（生田輝）、花柳香子（伊藤彩沙） | 「誇りと驕り」                                                                           | 『少女☆歌劇 レヴュースタァライト』関連曲                                                 |
| 3月24日  | 少女☆歌劇 レヴュースタァライト ベストアルバム 限定盤特典CD                                                            | 神楽ひかり（三森すずこ）、石動双葉（生田輝） | 「恋の魔球」                                                                             | 『少女☆歌劇 レヴュースタァライト』関連曲                                                 |
| 3月24日  | 少女☆歌劇 レヴュースタァライト ベストアルバム 限定盤特典CD                                                            | 露崎まひる（岩田陽葵）、石動双葉（生田輝）、花柳香子（伊藤彩沙） | 「You are a ghost, I am a ghost 〜劇場のゴースト〜」                                     | 『少女☆歌劇 レヴュースタァライト』関連曲                                                 |
| 3月24日  | 少女☆歌劇 レヴュースタァライト ベストアルバム 限定盤特典CD                                                            | 愛城華恋（小山百代）、星見純那（佐藤日向）、石動双葉（生田輝） | 「ゼウスの仲裁」                                                                         | 『少女☆歌劇 レヴュースタァライト』関連曲                                                 |
| 3月24日  | 少女☆歌劇 レヴュースタァライト ベストアルバム 店舗別オリジナル特典CD 双葉・香子 歌い分けver.                          | 石動双葉（生田輝）、花柳香子（伊藤彩沙） | 「Polestar」                                                                             | 『少女☆歌劇 レヴュースタァライト』関連曲                                                 |
| 4月7日   | THE IDOLM@STER CINDERELLA GIRLS STARLIGHT MASTER GOLD RUSH! 07 Wish you Happiness!!                                   | 辻野あかり（梅澤めぐ）、小早川紗枝（立花理香）、安部菜々（三宅麻理恵）、新田美波（洲崎綾）、ナターリア（生田輝）、塩見周子（ルゥティン）、浜口あやめ（田澤茉純）                                                                        | 「Wish you Happiness!!（M@STER VERSION）」                                               | ゲーム『アイドルマスター シンデレラガールズ スターライトステージ』関連曲                 |
| 4月7日   | THE IDOLM@STER CINDERELLA GIRLS STARLIGHT MASTER GOLD RUSH! 07 Wish you Happiness!!                                   | ナターリア（生田輝） | 「Wish you Happiness!!（M@STER VERSION）」                                               | ゲーム『アイドルマスター シンデレラガールズ スターライトステージ』関連曲                 |
| 6月30日  | 私たちはもう舞台の上                                                                                                  | スタァライト九九組 | 「私たちはもう舞台の上」                                                                 | 劇場アニメ『劇場版 少女☆歌劇 レヴュースタァライト』主題歌                                |
| 7月14日  | サイカイ合図 | スタァライト九九組 | 「サイカイ合図」                                                                         | 舞台『少女☆歌劇 レヴュースタァライト -The LIVE-#3 Growth』主題歌                         |
| 7月14日  | サイカイ合図 | スタァライト九九組 | 「青春トラベラー」                                                                       | 舞台『少女☆歌劇 レヴュースタァライト -The LIVE-#3 Growth』関連曲                         |
| 7月21日  | 劇場版 少女☆歌劇 レヴュースタァライト 劇中歌アルバムVol.1                                                             | 石動双葉（生田輝）、花柳香子（伊藤彩沙） | 「わがままハイウェイ」                                                                   | 劇場アニメ『劇場版 少女☆歌劇 レヴュースタァライト』挿入歌                                |
| 11月17日 | THE IDOLM@STER CINDERELLA GIRLS STARLIGHT MASTER GOLD RUSH! 12 パ・リ・ラ                                             | ナターリア（生田輝）、喜多見柚（武田羅梨沙多胡）、城ヶ崎莉嘉（山本希望）、浜口あやめ（田澤茉純）、及川雫（のぐちゆり） | 「パ・リ・ラ（M@STER VERSION）」                                                         | ゲーム『アイドルマスター シンデレラガールズ スターライトステージ』関連曲                 |
| 11月17日 | THE IDOLM@STER CINDERELLA GIRLS STARLIGHT MASTER GOLD RUSH! 12 パ・リ・ラ                                             | ナターリア（生田輝） | 「パ・リ・ラ（M@STER VERSION）」                                                         | ゲーム『アイドルマスター シンデレラガールズ スターライトステージ』関連曲                 |
| 11月24日 | THE IDOLM@STER CINDERELLA MASTER EVERLASTING                                                                          | 本田未央（原紗友里）、辻野あかり（梅澤めぐ）、双葉杏（五十嵐裕美）、木村夏樹（安野希世乃）、アナスタシア（上坂すみれ）、ナターリア（生田輝）、 橘ありす（佐藤亜美菜）、輿水幸子（竹達彩奈）、依田芳乃（高田憂希）、川島瑞樹（東山奈央） | 「EVERLASTING（M@STER VERSION）」                                                        | ゲーム『アイドルマスター シンデレラガールズ』関連曲                                      |
| 11月24日 | THE IDOLM@STER CINDERELLA MASTER EVERLASTING                                                                          | ナターリア（生田輝） | 「EVERLASTING（M@STER VERSION）」                                                        | ゲーム『アイドルマスター シンデレラガールズ』関連曲                                      |
| 12月22日 | 劇場版 少女☆歌劇 レヴュースタァライト BD特典CD                                                                        | スタァライト九九組 | 「舞台裏のレヴュー」                                                                     | 劇場アニメ『劇場版 少女☆歌劇 レヴュースタァライト』関連曲                                |
| 2022年   | | |                                                                                          |                                                                                          |
| 4月20日  | THE IDOLM@STER CINDERELLA MASTER 063 ナターリア                                                                       | ナターリア（生田輝） | 「ソウソウ」                                                                             | ゲーム『アイドルマスター シンデレラガールズ』関連曲                                      |
| 6月29日  | THE IDOLM@STER CINDERELLA GIRLS STARLIGHT MASTER R/LOCK ON! 06 Demolish                                               | 本田未央（原紗友里）、ナターリア（生田輝）、結城晴（小市眞琴） | 「Demolish（M@STER VERSION）」                                                           | ゲーム『アイドルマスター シンデレラガールズ スターライトステージ』関連曲                 |
| 6月29日  | THE IDOLM@STER CINDERELLA GIRLS STARLIGHT MASTER R/LOCK ON! 06 Demolish                                               | ナターリア（生田輝） | 「Demolish（M@STER VERSION）」                                                           | ゲーム『アイドルマスター シンデレラガールズ スターライトステージ』関連曲                 |
| 9月3日   | THE IDOLM@STER CINDERELLA GIRLS LIKE4LIVE #cg_ootd 会場オリジナルCD                                                   | ナターリア（生田輝） | 「夢をのぞいたら」                                                                       | ゲーム『アイドルマスター シンデレラガールズ スターライトステージ』関連曲                 |
| 9月21日  | レヴューアルバム アルカナ・アルカディア                                                                               | 愛城華恋（小山百代）、石動双葉（生田輝）、鳳ミチル（尾崎由香）、夢大路栞（遠野ひかる） | 「命尽きても尽き果てず」                                                                 | ゲーム『少女☆歌劇 レヴュースタァライト -Re LIVE-』関連曲                                 |
| 2023年   | | |                                                                                          |                                                                                          |
| 2月22日  | 綺羅星ディスタンス | スタァライト九九組 | 「綺羅星ディスタンス」                                                                   | 舞台『少女☆歌劇 レヴュースタァライト -The LIVE-#4 Climax』主題歌                         |
| 2月22日  | 綺羅星ディスタンス | スタァライト九九組 | 「キャラメリーゼフィナーレ」                                                             | 舞台『少女☆歌劇 レヴュースタァライト -The LIVE-#4 Climax』関連曲                         |
| 6月10日  | THE IDOLM@STER CINDERELLA GIRLS 燿城夜祭 -かがやきよまつり- 会場オリジナルCD                                          | ナターリア（生田輝） | 「ダイアモンド・アテンション」                                                           | Webアニメ『アイドルマスター シンデレラガールズ劇場 Extra Stage』関連曲                   |
| 11月22日 | THE IDOLM@STER CINDERELLA GIRLS STARLIGHT MASTER HEART TICKER! 01 無限L∞PだLOVE♡                                      | 辻野あかり（梅澤めぐ）、佐久間まゆ（牧野由依）、多田李衣菜（青木瑠璃子）、神崎蘭子（内田真礼）、木村夏樹（安野希世乃）、二宮飛鳥（青木志貴）、ナターリア（生田輝）、黒埼ちとせ（佐倉薫）                                                | 「無限L∞PだLOVE♡（M@STER VERSION）」                                                     | ゲーム『アイドルマスター シンデレラガールズ スターライトステージ』関連曲                 |
| 11月22日 | THE IDOLM@STER CINDERELLA GIRLS STARLIGHT MASTER HEART TICKER! 01 無限L∞PだLOVE♡                                      | ナターリア（生田輝） | 「無限L∞PだLOVE♡（M@STER VERSION）」                                                     | ゲーム『アイドルマスター シンデレラガールズ スターライトステージ』関連曲                 |
| 2024年   | | |                                                                                          |                                                                                          |
| 6月26日  | Star Darling | スタァライト九九組 | 「Star Darling」                                                                         | ゲーム『少女☆歌劇 レヴュースタァライト 舞台奏像劇 遙かなるエルドラド』オープニング主題歌 |
| 6月26日  | Star Darling | スタァライト九九組 | 「舞台に恋して」                                                                         | ゲーム『少女☆歌劇 レヴュースタァライト 舞台奏像劇 遙かなるエルドラド』関連曲             |
| 9月18日  | 「少女☆歌劇 レヴュースタァライト 舞台奏像劇 遙かなるエルドラド」劇中歌アルバム                                        | スタァライト九九組 | 「窓辺のハイライト」                                                                     | ゲーム『少女☆歌劇 レヴュースタァライト 舞台奏像劇 遙かなるエルドラド』劇中歌             |
| 9月18日  | 「少女☆歌劇 レヴュースタァライト 舞台奏像劇 遙かなるエルドラド」劇中歌アルバム                                        | 石動双葉（生田輝）、西條クロディーヌ（相羽あいな） | 「復讐の剣（双葉×クロディーヌver.）」 「LIFE IS LIKE A VOYAGE（双葉×クロディーヌver.）」 | ゲーム『少女☆歌劇 レヴュースタァライト 舞台奏像劇 遙かなるエルドラド』劇中歌             |
| 9月18日  | 「少女☆歌劇 レヴュースタァライト 舞台奏像劇 遙かなるエルドラド」劇中歌アルバム 店舗別オリジナル特典CD きゃにめ Ver.   | 西條クロディーヌ（相羽あいな）、石動双葉（生田輝） | 「復讐の剣（クロディーヌ×双葉ver.）」 「LIFE IS LIKE A VOYAGE（クロディーヌ×双葉ver.）」 | ゲーム『少女☆歌劇 レヴュースタァライト 舞台奏像劇 遙かなるエルドラド』劇中歌             |
| 9月18日  | 「少女☆歌劇 レヴュースタァライト 舞台奏像劇 遙かなるエルドラド」劇中歌アルバム 店舗別オリジナル特典CD ゲーマーズ Ver. | 石動双葉（生田輝）、花柳香子（伊藤彩沙） | 「復讐の剣（双葉×香子ver.）」 「LIFE IS LIKE A VOYAGE（双葉×香子ver.）」                 | ゲーム『少女☆歌劇 レヴュースタァライト 舞台奏像劇 遙かなるエルドラド』劇中歌             |
| 9月18日  | 「少女☆歌劇 レヴュースタァライト 舞台奏像劇 遙かなるエルドラド」劇中歌アルバム 店舗別オリジナル特典CD ゲーマーズ Ver. | 花柳香子（伊藤彩沙）、石動双葉（生田輝） | 「復讐の剣（香子×双葉ver.）」 「LIFE IS LIKE A VOYAGE（香子×双葉ver.）」                 | ゲーム『少女☆歌劇 レヴュースタァライト 舞台奏像劇 遙かなるエルドラド』劇中歌             |
| 9月18日  | 「少女☆歌劇 レヴュースタァライト 舞台奏像劇 遙かなるエルドラド」劇中歌EP                                              | スタァライト九九組 | 「PRIDE」                                                                                | ゲーム『少女☆歌劇 レヴュースタァライト 舞台奏像劇 遙かなるエルドラド』劇中歌             |
| 9月18日  | 「少女☆歌劇 レヴュースタァライト 舞台奏像劇 遙かなるエルドラド」劇中歌EP                                              | 愛城華恋（小山百代）、露崎まひる（岩田陽葵）、西條クロディーヌ（相羽あいな）、石動双葉（生田輝） | 「My Cheer Girl!～ウォークオーバーより～」                                               | ゲーム『少女☆歌劇 レヴュースタァライト 舞台奏像劇 遙かなるエルドラド』関連曲             |
| 11月9日  | 別れの戦記/Baby Blue                                                                                                  | 天堂真矢（富田麻帆）、花柳香子（伊藤彩沙）、愛城華恋（小山百代）、露崎まひる（岩田陽葵）、大場なな（小泉萌香）、石動双葉（生田輝）、柳小春（七木奏音）、西條クロディーヌ（相羽あいな）、星見純那（佐藤日向）                            | 「別れの戦記」                                                                           | 舞台『少女☆歌劇 レヴュースタァライト -The MUSICAL- 別れの戦記』主題歌                    |
| 11月13日 | THE IDOLM@STER CINDERELLA GIRLS STARLIGHT MASTER HEART TICKER! 11 バラカストーリア～月と太陽に祝福を～                | ナターリア（生田輝）、ライラ（市ノ瀬加那） | 「バラカストーリア～月と太陽に祝福を～（M@STER VERSION）」                               | ゲーム『アイドルマスター シンデレラガールズ スターライトステージ』関連曲                 |
| 11月13日 | THE IDOLM@STER CINDERELLA GIRLS STARLIGHT MASTER HEART TICKER! 11 バラカストーリア～月と太陽に祝福を～                | ナターリア（生田輝） | 「バラカストーリア～月と太陽に祝福を～（M@STER VERSION）」                               | ゲーム『アイドルマスター シンデレラガールズ スターライトステージ』関連曲                 |

## ライブ・イベント
| 出演日                  | タイトル                                                                                  | 会場                                     | 備考                                                                     |
| ----------------------- | ----------------------------------------------------------------------------------------- | ---------------------------------------- | ------------------------------------------------------------------------ |
| 2018年8月25日           | 「Animelo Summer Live 2018 “OK!”」                                                        | さいたまスーパーアリーナ(埼玉県)         | スタァライト九九組                                                       |
| 2019年8月21日           | てるのうた vol.1～冷やしライブ、はじめました～                                            | 渋谷TAKE OFF 7（東京都）                 |                                                                          |
| 2019年8月31日           | 「Animelo Summer Live 2019 -STORY-」                                                      | さいたまスーパーアリーナ(埼玉県)         | スタァライト九九組                                                       |
| 2019年10月04日          | 「輝女子学園文化祭」                                                                      | 渋谷TAKE OFF 7（東京都）                 |                                                                          |
| 2019年11月9日・10日     | THE IDOLM@STER CINDERELLA GIRLS 7thLIVE TOUR Special 3chord♪ Funky Dancing!               | ナゴヤドーム（愛知県）                   | ナターリア                                                               |
| 2019年12月16日          | 「てるのうたvol.3 Christmas 〜あわてんぼうのてるサンタさん〜」                            | 六本木Morph-tokyo(東京都)                |                                                                          |
| 2020年2月18日           | 「てるのうたvol.4」                                                                       | 渋谷TAKE OFF 7（東京都）                 |                                                                          |
| 2020年8月29日           | 「Animelo Summer Live 2020 -COLORS-」                                                     | さいたまスーパーアリーナ(埼玉県)         | スタァライト九九組                                                       |
| 2020年10月24日          | 「てるのうたvol.5 」“輝女子学園文化祭 2020!”                                              | 渋谷TAKE OFF 7（東京都）                 |                                                                          |
| 2021年1月9日            | THE IDOLM@STER CINDERELLA GIRLS Broadcast & LIVE Happy New Yell!!!                        | 幕張メッセ国際展示場 1-3ホール（千葉県） | ナターリア                                                               |
| 2021年4月24日           | 生田輝バースデー記念イベント「てるのうたvol.6」                                           | パームス秋葉原                           |                                                                          |
| 2022年1月29日・30日     | THE IDOLM@STER CINDERELLA GIRLS 10th ANNIVERSARY M@GICAL WONDERLAND TOUR!!! Tropical Land | 幕張メッセイベントホール（千葉県）       | 新型コロナウイルス感染拡大の影響により、有料生配信のみでの実施となった。 |
| 2022年4月3日            | THE IDOLM@STER CINDERELLA GIRLS 10th ANNIVERSARY M@GICAL WONDERLAND!!!                    | ベルーナドーム（埼玉県）                 | ナターリア                                                               |
| 2022年11月26日・27日    | THE IDOLM@STER CINDERELLA GIRLS Twinkle LIVE Constellation Gradation                      | ベルーナドーム（埼玉県）                 | ナターリア                                                               |
| 2023年1月5日            | 「少女☆歌劇 レヴュースタァライト」オーケストラコンサート revival                          | パシフィコ横浜国立大ホール(神奈川県)     | 石動双葉                                                                 |
| 2023年2月12日           | THE IDOLM@STER M@STERS OF IDOL WORLD!!!!! 2023                                            | 東京ドーム（東京都）                     | ナターリア                                                               |
| 2023年8月26日           | 「Animelo Summer Live 2023 -AXEL-」                                                       | さいたまスーパーアリーナ(埼玉県)         | スタァライト九九組                                                       |
| 2023年9月9日            | 少女☆歌劇 レヴュースタァライト「九九組の日イベント」                                      | ニューピアホール(東京都)                 | 石動双葉                                                                 |
| 2023年9月10日           | THE IDOLM@STER CINDERELLA GIRLS Shout out Live!!!                                         | 愛知県国際展示場（愛知県）               | ナターリア                                                               |
| 2023年11月4日・5日      | 「少女☆歌劇 レヴュースタァライト」バンドライブ "Starry Session” revival                   | 幕張メッセイベントホール（千葉県）       | 石動双葉                                                                 |
| 2023年11月30日・12月2日 | 女王ステ THE LIVE「女王舞踏会 2023」                                                      | 六行会ホール(東京都)                     | ジャック                                                                 |
| 2023年12月3日           | The Morning Star ～voice actor & singer Live～                                            | 神田明神ホール(東京都)                   | 生田輝                                                                   |
| 2023年12月9日           | 異次元フェス アイドルマスター★♥ラブライブ!歌合戦                                          | 東京ドーム（東京都）                     | ナターリア                                                               |
| 2024年2月25日           | 少女☆歌劇 レヴュースタァライト「舞台少女大運動会revival」                                 | 幕張メッセ 国際展示場(千葉県)            | 石動双葉                                                                 |
| 2024年4月14日           | 生田輝バースデー記念イベント「てるのうたvol.7」                                           | LODGE                                    |                                                                          |
| 2024年9月9日            | 少女☆歌劇 レヴュースタァライト「九九組の日2024(仮)」                                      | KT Zeep横浜(神奈川県)                    | 石動双葉                                                                 |
| 2024年9月14日・15日     | THE IDOLM@STER CINDERELLA GIRLS STARLIGHT FANTASY                                         | Kアリーナ(神奈川県)                      | ナターリア                                                               |

## 書籍

### 写真集
- 生田輝1st写真集「neutral」（2024年8月31日、イマジカインフォス）[31][32]